# Agrostis oresbia
Agrostis oresbia là một loài thực vật có hoa trong họ Hòa thảo. Loài này được Edgar mô tả khoa học đầu tiên năm 1991.